# Francisco Valero y Losa
Francisco Javier Valero y Losa (ur. 3 grudnia 1664 w Villanueva de la Jara, zm. 23 kwietnia 1720 w Toledo) – hiszpański duchowny rzymskokatolicki, biskup Badajoz, arcybiskup Toledo i prymas Hiszpanii.

## Biografia
Pochodził z wiejskiej szlachty. Uczył się w kolegium jezuickim w Belmonte. Studiował sztukę na uniwersytecie w Alcalá de Henares oraz teologię na Colegio de San Clemente Mártir. Naukę ukończył z tytułem doktora teologii. Po studiach otrzymał święcenia prezbiteriatu. Był proboszczem w rodzinnym Villanueva de la Jara.
W styczniu 1707 zaproponowano papieżowi jego kandydaturę na biskupa Badajoz. Papież Klemens XI zatwierdził go 7 listopada 1707. 1 maja 1708 w kościele jezuickim w Madrycie przyjął sakrę biskupią z rąk arcybiskupa Walencji Antonio Folcha y Cardona OFM. 11 czerwca tego roku odbył ingres w Badajoz. Na tej katedrze odznaczył się dużą troskliwością o opiekę duszpasterską oraz osobiście prowadził działania duszpasterskie, odwiedzając swoją diecezję.
20 lutego 1715 przedstawiono w Rzymie jego kandydaturę na wakujące od sześciu lat arcybiskupstwo Toledo oraz związane z tą stolicą biskupią hiszpańskie prymasostwo. 18 marca 1715 papież Klemens XI zatwierdził go na stanowisku arcybiskupa Toledo i prymasa Hiszpanii. Wybór bpa Valero y Losy na najważniejsze stanowisko w hiszpańskim Kościele był zaskakujący. Potwierdził on jednak wierność dworowi i gorliwość duszpasterską podczas kierowania diecezją Badajoz, położoną w przygranicznym obszarze działań wojskowych. 7 maja 1715 per procura objął archidiecezję Toledo.
Rezydował w Madrycie (położonym na terenie archidiecezji Toledo). Podobnie jak w Badajoz, również osobiście prowadził duszpasterstwo. Promował misje ludowe. Zmarł 23 kwietnia 1720. Pochowany w katedrze Najświętszej Marii Panny w Toledo.